# Traugott Leuckart von Weißdorf

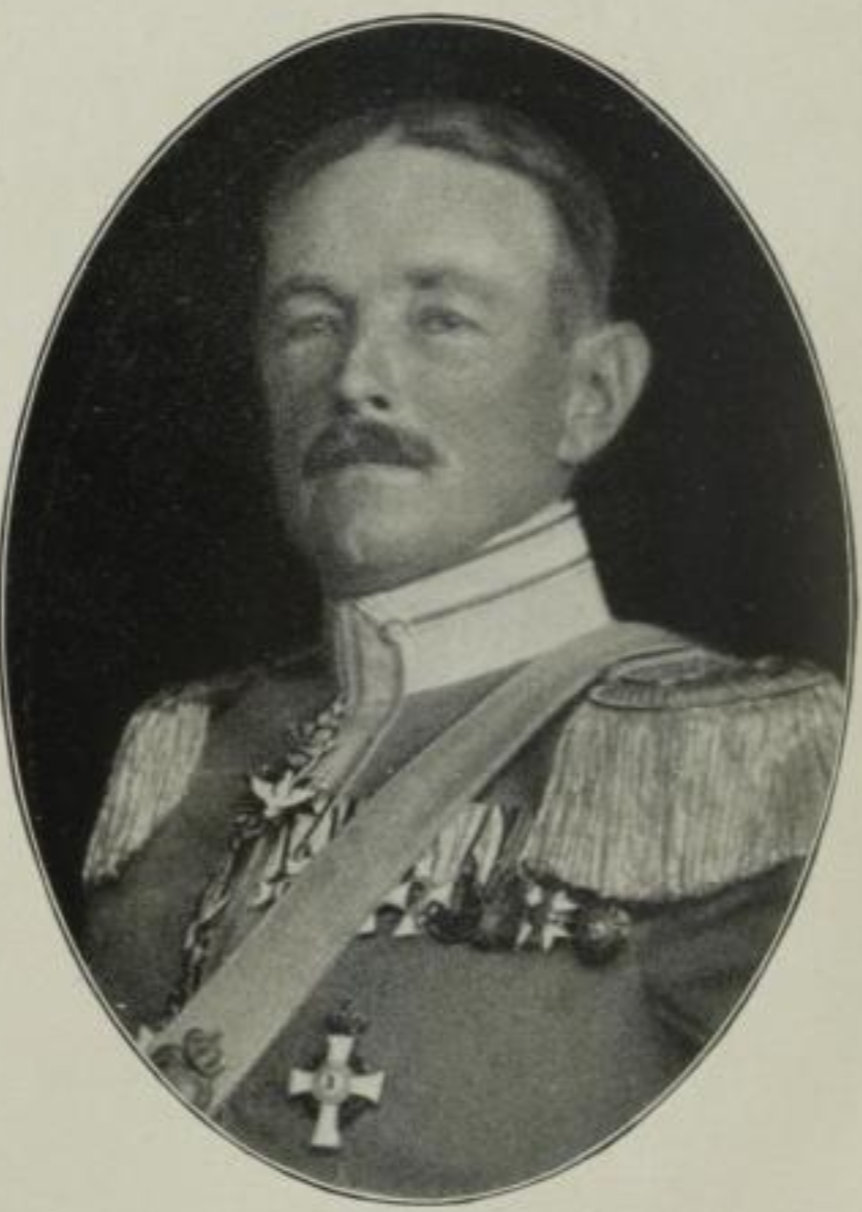
Traugott Leuckart von Weißdorf

Louis Friedrich Traugott Leuckart, seit 1879 Leuckart von Weißdorf  (* 3. November 1857 in Dresden; gest. 26. Februar 1933 auf Weißdorf) war ein sächsischer General der Kavallerie.

## Leben

### Herkunft
Traugott Leuckart von Weißdorf war Sohn der sächsischen Amtsratswitwe Natalie, geb. Timmich, Gutsbesitzerin in Weißdorf. Natalie wurde 1879 mit ihren drei Söhnen, darunter Traugott, unter der Benennung Leuckart von Weißdorf in den erblichen bayerischen Freiherrenstand erhoben.

### Karriere

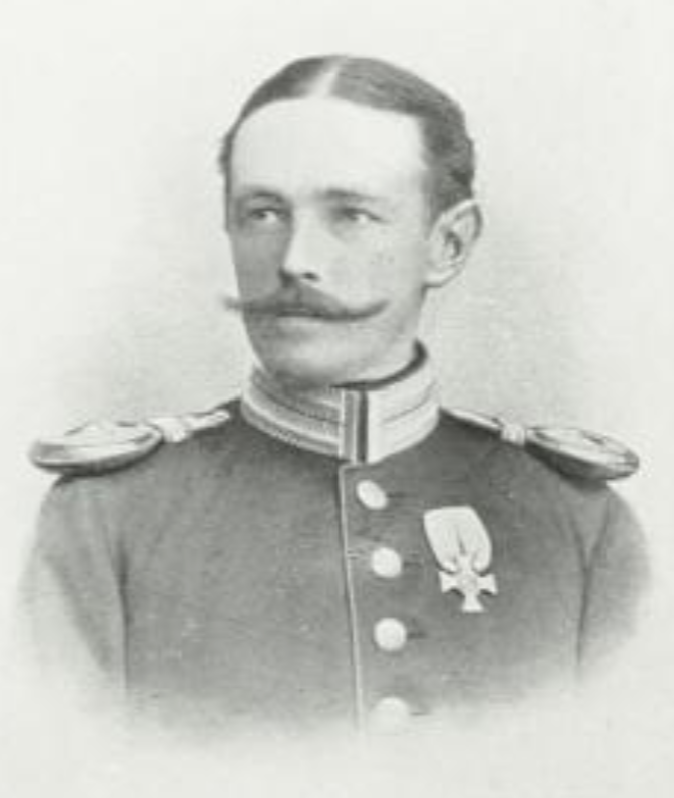
Traugott Leuckart von Weißdorf als Generalstabsoffizier in jüngeren Jahren

Traugott Leuckart von Weißdorf besuchte ab Ostern 1867 das Vitzthumsche Gymnasium zu Dresden und legte im Ostern 1876 seine Reifeprüfung ab. Er absolvierte darauf ein dreisemestriges Studium der Rechts- und Staatswissenschaften auf der Universität Leipzig und trat am 1. Oktober 1877 als Einjährig-Freiwilliger in das Königlich Sächsisches 2. Husaren-Regiment Nr. 19 „Kronprinz Wilhelm des Deutschen Reiches und von Preußen“ der sächsischen Armee ein. Bald nach Dienstantritt folgte der Entschluss, aktiver Offizier zu werden und wurde dann am 1. Januar 1878 Fahnenjunker im gleichen Regiment. Er avancierte am 29. September desselben Jahres zum Leutnant und diente ab 1881 als Regimentsadjutant, woraufhin in dieser Position ihn am 17. Juli 1884 seine Beförderung zum Oberleutnant erreichte. 1885 wurde er für drei Jahre zur preußischen Kriegsakademie in Berlin abkommandiert. Er avancierte im Herbst 1890 zum Rittmeister und wurde für kurze Zeit als Adjutant der 3. Kavallerie-Brigade Nr. 32 verwendet, woraufhin er am 27. März 1892 zunächst in den sächsischen Generalstab versetzt und daraufhin zum Großen Generalstabe in Berlin abkommandiert wurde. 1893 wurde er zum Generalstab der 24. Division (2. Königlich Sächsische) versetzt und von dort aus 1896 als Schwadronschef in das Garde-Reiter-Regiment abkommandiert.
Nach Beförderung zum Major im Jahre 1899 wurde er in das sächsische Kriegsministerium versetzt und dort am 13. Januar 1901 mit dem Roten Adlerorden IV. Klasse ausgezeichnet. Am 9. Juli 1902 wurde er mit dem Komturkreuz des Franz-Joseph-Ordens ausgezeichnet. Am 25. November desselben Jahres wurde er mit dem Dienstauszeichnungskreuz ausgezeichnet. 1903 wurde er zum Stabe des Garde-Reiter-Regiments versetzt, wo er am 8. Juni desselben Jahres mit dem preußischen Kronenorden III. Klasse ausgezeichnet wurde und 1904 seine Beförderung zum Oberstleutnant erfolgte. Unter gleichzeitiger Beförderung wurde er Chef des Stabes des XIX. (II. Königlich Sächsisches) Armee-Korps, am 20. März 1905 mit dem Ehrenkreuz der Württembergischen Krone, am 19. Juni 1906 mit dem Roten Adlerorden III. Klasse ausgezeichnet und in dieser Eigenschaft am 31. Mai 1907 zum Oberst befördert. Im selben Jahre wurde er dann am 1. Oktober noch Regimentskommandeur des Garde-Reiter-Regiments und führte dies über drei Jahre lang. Am 1. Oktober wurde er mit der Führung der neu zu errichtenden 40. Kavallerie-Brigade in Chemnitz beauftragt und im folgenden Jahre am 21. April 1911 unter gleichzeitiger Beförderung zum Generalmajor zum Kommandeur dieser ernannt. Am 22. Dezember 1911 wurde er als Nachfolger des unerwartet verstorbenen Generalmajors Hermann von Salza und Lichtenau zum Militärbevollmächtigten und stellvertretenden Bevollmächtigten zum Bundesrat des Deutschen Reiches in Berlin ernannt. 1913 wurde er General á la suite des sächsischen Königs und am 3. Februar 1914 zum Generalleutnant befördert. Der Redakteur der Leipziger Volkszeitung, Hermann Liebmann, wurde im März 1914 aufgrund einer Kritisierung einer Erklärung des Generals bezüglich des Protestes der Leipziger Lehrer gegen den Major z. D. Hans Meißner zu einer Geldstrafe von 50 Mark verurteilt.
Nach Ausbruch des Ersten Weltkrieges diente er ab dem 5. August 1914 als Militärbevollmächtigter im Großen Hauptquartier und wurde am 22. Dezember 1914 mit dem bayerischen Militär-Verdienst-Orden II. Klasse ausgezeichnet. Am 14. Februar 1917 wurde er zum Kommandeur der 23.-Reserve-Division und zum Generaladjutant des sächsischen Königs ernannt. Er führte seine Division bis zum 2. Oktober desselben Jahres an der Westfront und konnte sich dort deutlich auszeichnen und konnte Vorkehrungen für eine kommende Abwehr erfolgreich treffen. Er wurde dafür am 13. Juni 1917 mit dem Ritterkreuz des Militär-St.-Heinrichs-Ordens ausgezeichnet. Er führte seine Division dann bis zum 11. März 1918 an der Ostfront und bis zum 26. März desselben Jahres wieder an der Westfront. Am 27. März 1918 wurde er von seiner Position entbunden und zum Militärgouverneur der Provinz Lüttichau ernannt. Er wurde am 28. November desselben Jahres seiner Position enthoben und am 14. Januar 1919 zur Disposition gestellt. Am 14. August 1919 erhielt er noch den Charakter eines Generals der Kavallerie.
Er verstarb auf seiner Besitzung in Weißdorf in Franken.

### Familie
Er heiratete am 20. September 1885 in Schnega Elsa Freiin Grote, Enkelin des Reichstagsabgeordneten Otto von Grote, aus dem Hause Schnega. Ein gemeinsamer Sohn aus der Ehe, Hans Leuckart von Weißdorf, fiel am 24. Juni 1915 als Leutnant der Reserve beim Garde-Reiter-Regiment.